# 林昱珉
林 昱珉（リン・ユーミン、2003年7月12日 - ）は、台湾（中華民国）の台東県出身のプロ野球選手（投手）。左投左打。MLBのアリゾナ・ダイヤモンドバックス傘下所属。

## 経歴
2021年12月にアマチュア・フリーエージェントでアリゾナ・ダイヤモンドバックスと契約してプロ入り。
2022年、傘下のルーキー級アリゾナ・コンプレックスリーグ・ダイヤモンドバックスでプロデビュー。A級バイセイリア・ローハイドでもプレーし、2球団合計で14試合に先発登板して2勝2敗、防御率2.72、91奪三振を記録した。
元々日本プロ野球でのプレーを希望していた。だが、当初は受け入れ先がなかった。

## 投球スタイル
左のスリークォーターから常時89～92mph（最速95mph）を計測する速球と、カーブ、チェンジアップ、スライダーといった変化球を投げ分ける。まだ線は細いものの、今後投球に力強さが出てくれば将来は先発ローテーション中位を任せられる存在になれると予測されている。